# Štefan Martiš
Štefan Martiš (28. března 1918, Nové Mesto nad Váhom – 14. května 1987, Bratislava) byl letecké eso Slovenských vzdušných zbraní (SVZ), který má na kontě celkem 5 potvrzených sestřelů (tři Il-2 a dva Jak-1) a 1 nepotvrzený Spitfire. Bojoval na straně fašistického Slovenského štátu a zúčastnil se války proti SSSR v sestavě slovenské letky 13. Obdržel slovenské vojenské vyznamenání Medaile Za hrdinství II. třídy.

## Vyznamenání
- Medaile Za hrdinstvo[4], II. stupně (1941)